# Barleria mpandensis
Barleria mpandensis är en akantusväxtart. Barleria mpandensis ingår i släktet Barleria och familjen akantusväxter.

## Underarter
Arten delas in i följande underarter:
- B. m. mpandensis
- B. m. tomentella